# Bo Bedre
Bo Bedre (Besser wohnen) ist eine dänische Möbel- und Designzeitschrift. Alljährlich verleiht die Zeitschrift den Bo bedre award für Möbeldesign.

## Preisträger
- 1996: Jakob Berg
- 2007: Hannes Wettstein